# الدرجاج
الدرجاج (ابین) (به عربی: الدرجاج) یک منطقهٔ مسکونی در یمن است که در استان ابین واقع شده‌است.